# Puchar Uzdrowisk Karpackich
La Puchar Uzdrowisk Karpackich (it. Coppa dei Carpazi) è una corsa in linea maschile di ciclismo su strada che si svolge annualmente nel Voivodato della Precarpazia, in Polonia. 
Dal 2005 fa parte del calendario dell'UCI Europe Tour come evento di classe 1.2.

## Albo d'oro
Aggiornato all'edizione 2019.
| Anno | Vincitore                                           | Secondo                                             | Terzo                                               |
| ---- | --------------------------------------------------- | --------------------------------------------------- | --------------------------------------------------- |
| 2002 | Tomasz Lisowicz                                     | Dariusz Skoczylas                                   | Zbigniew Wyrzykowski                                |
| 2003 | Ján Valach                                          | Roman Broniš                                        | Cezary Zamana                                       |
| 2004 | Arkadiusz Wojtas                                    | Marek Rutkiewicz                                    | Oleksandr Klymenko                                  |
| 2005 | Radoslav Romanik                                    | Wojciech Pawlak                                     | Maroš Kováč                                         |
| 2006 | Roman Broniš                                        | Mart Ojavee                                         | Mariusz Witecki                                     |
| 2007 | Mateusz Mróz                                        | Kazimierz Stafiej                                   | Sergej Firsanov                                     |
| 2008 | Mariusz Witecki                                     | Dariusz Baranowski                                  | Maroš Kováč                                         |
| 2009 | Mathias Belka                                       | Jacek Morajko                                       | Oleksandr Šeydyk                                    |
| 2010 | Marek Rutkiewicz                                    | Tomasz Marczyński                                   | Jacek Morajko                                       |
| 2011 | Jacek Morajko                                       | Marek Rutkiewicz                                    | Kristjan Fajt                                       |
| 2012 | Sylwester Janiszewski                               | Steffen Radochla                                    | Robert Radosz                                       |
| 2013 | Adrian Honkisz                                      | Karel Hnik                                          | Jacek Morajko                                       |
| 2014 | Paweł Franczak                                      | Adam Stachowiak                                     | Oleksandr Prevar                                    |
| 2015 | Adrian Honkisz                                      | Roman Maikin                                        | Łukasz Owsian                                       |
| 2016 | Antonino Parrinello                                 | Peeter Pruus                                        | Michal Podlaski                                     |
| 2017 | Maciej Paterski                                     | Paweł Bernas                                        | Marek Rutkiewicz                                    |
| 2018 | Maciej Paterski                                     | Michał Podlaski                                     | Mateusz Grabis                                      |
| 2019 | John Mandrysch                                      | Patrik Tybor                                        | Siim Kiskonen                                       |
| 2020 | annullata per la Pandemia di COVID-19 del 2019-2021 | annullata per la Pandemia di COVID-19 del 2019-2021 | annullata per la Pandemia di COVID-19 del 2019-2021 |
| 2021 | annullata per la Pandemia di COVID-19 del 2019-2021 | annullata per la Pandemia di COVID-19 del 2019-2021 | annullata per la Pandemia di COVID-19 del 2019-2021 |